# 枯山水

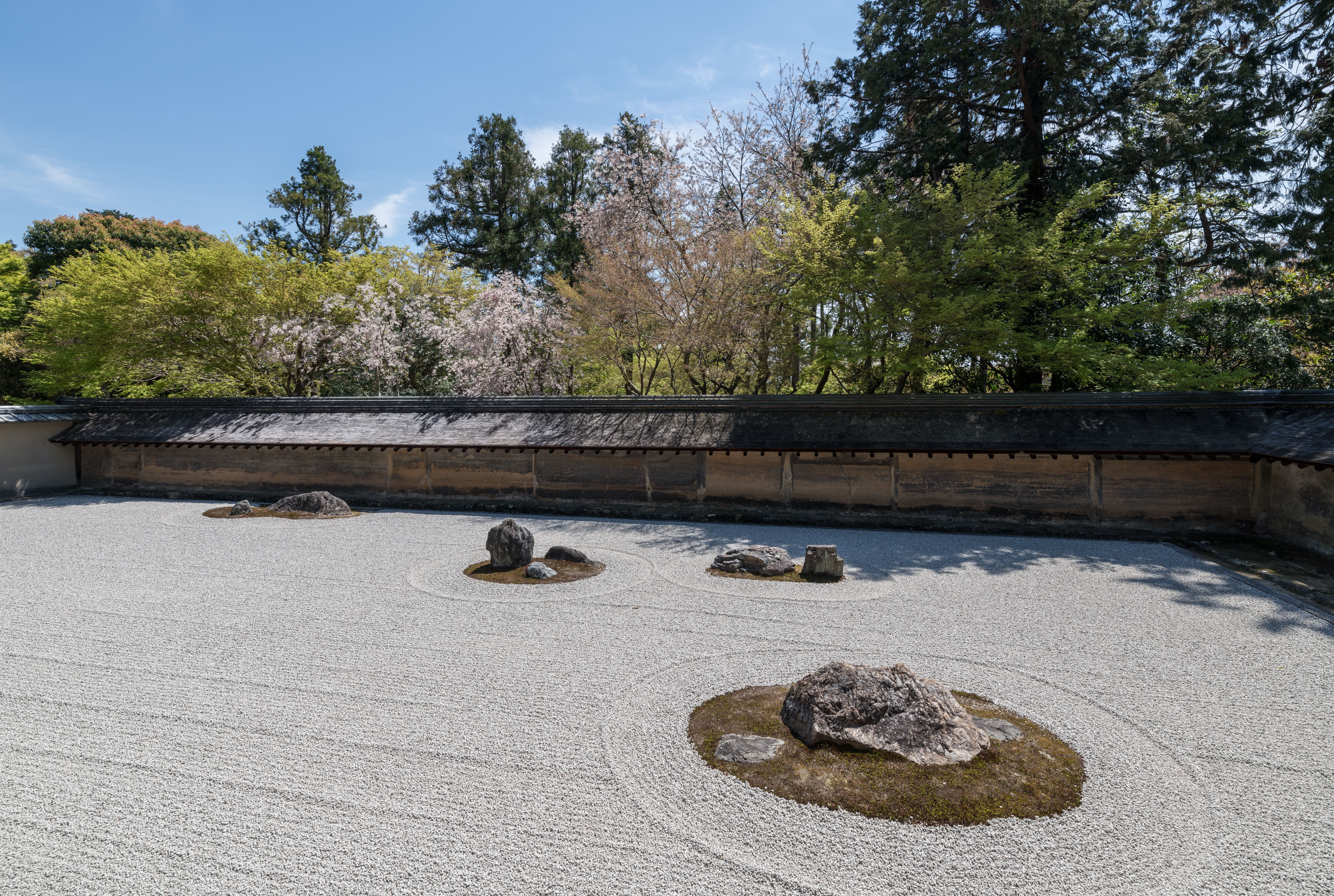
京都龍安寺內的枯山水

枯山水（日语：／ Karesansui / Karesenzui */?）是日本式写意园林的一种最纯净形态，也是日本畫的一種形式。一般是指由细沙碎石铺地，再加上一些叠放有致的石组所构成的缩微式园林景观，偶尔也包含苔藓、草坪或其他自然元素。枯山水並沒有水景，其中的「水」通常由砂石表現，而「山」通常用石块表現。有時也會在沙子的表面畫上紋路來表現水的流動。枯山水字面上的意思為「乾枯的景觀」或「乾枯的山與水」，在日語中又有假山水（仮山水 / かさんすい）、故山水（ふるさんすい）、乾泉水（あらせんすい）、涸山水（かれさんすい） 、唐山水等稱呼，通常出現在室町時代、桃山時代以及江戶時代的庭園中。
枯山水常被认为是日本僧侣用于冥想的辅助工具，所以几乎不使用开花植物，这些静止不变的元素被认为具有使人宁静的效果。

## 历史

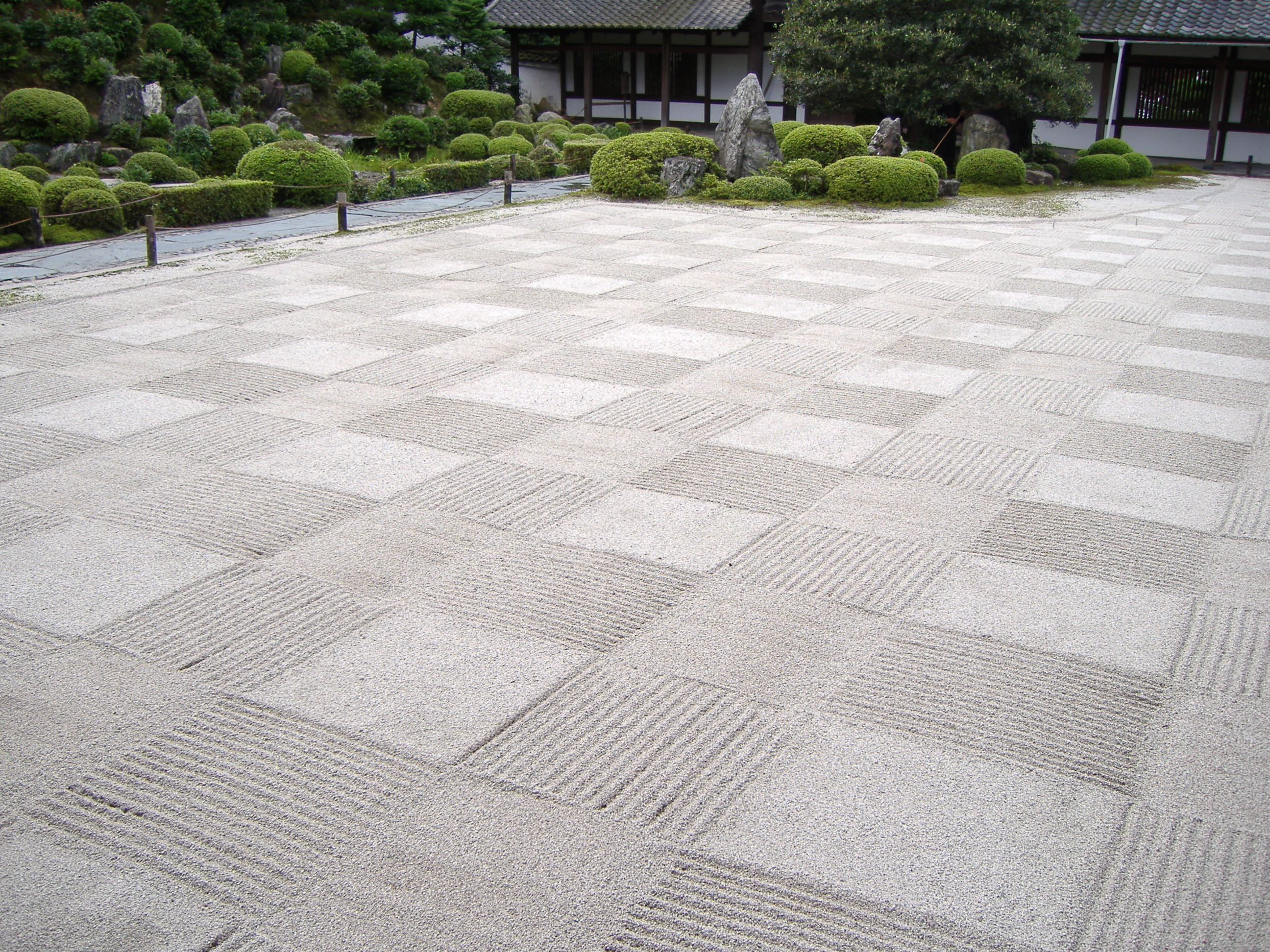
京都東福寺的棋盤紋枯山水

- 7世纪时，隋文帝赠送给日本天皇一副盆景，在漆盘中放了几个石头，成为了日本盆景式园林的一个象征，日本的写意庭园很大程度上来自于盆景式园林。[1]
- 平安时代（794年－1192年）- 镰仓时代（1192年－1333年）、中国唐朝（618年－907年）水墨画传入日本。
- 平安时代末期，世界第一部园林典籍《作庭记》中首次记录了枯山水。
- 镰仓时代末期，与禅宗相应的以追求自然意义和佛教意义的写意园林发展固定为枯山水形式。
- 南北朝（1333年－1392年）时代，枯山水的实践时期，一般与真山水（池泉部分）同存于一个园林中，以真山水为主体，枯山水为辅。
- 室町时代（1393年－1573年），枯山水逐渐从寺社园林走入武家和皇家园林，并逐步与真山水分离开来。枯山水的巅峰时期，出现了枯山水的双璧大德寺和龙安寺。
- 桃山时代（1573年－1603年），以茶道宗匠千利休所创立的草庵风茶室为代表的日式茶庭兴起。
- 江户时代（1603年－1867年），多以小型枯山水为主，以枯山水、真山水和茶庭相互融合园林形式出现。

## 形式

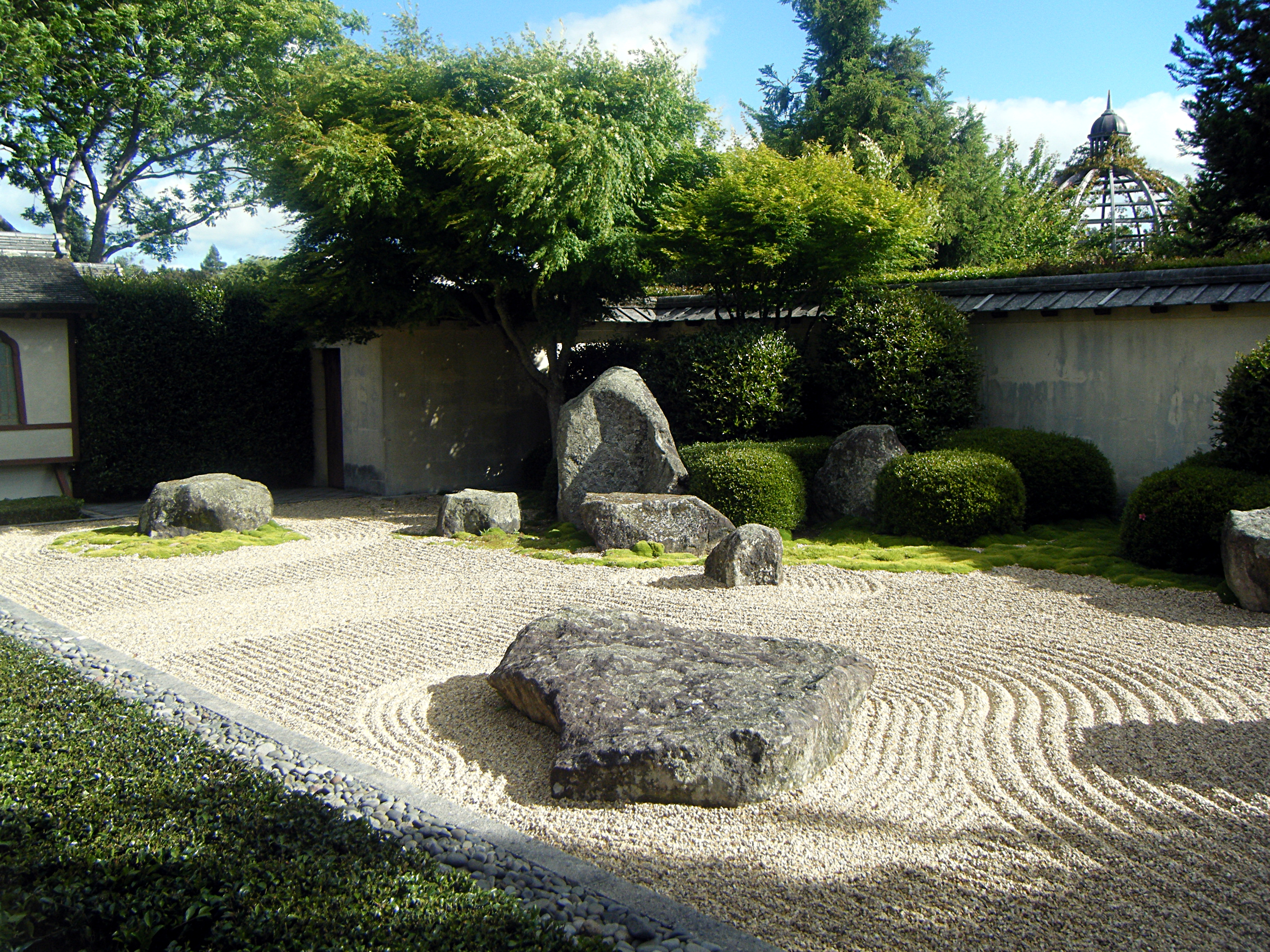
紐西蘭漢密爾頓花園內的傳統枯山水

枯山水的設計往往有著不同的表達形式和主題，諸如：
- 以碎石作為海洋，以石塊作為島嶼，点缀少量的灌木、苔藓作为森林[1]
- 以岩石代表一只母虎带着她的幼崽，游向一条龙。
- 以岩石构成日本汉字「心」、「灵」。

一项由京都大学的Gert van Tonder和ATR智能机器人学和传播实验室的Michael J. Lyons作出的研究表明，这些岩石构成了树的抽象形式。这些画面无法在观看它们的时候被具体感知；研究人员认为下意识可以发现岩石之间微妙的联系。他们认为这有助于园林的宁静。

## 世界各地的枯山水

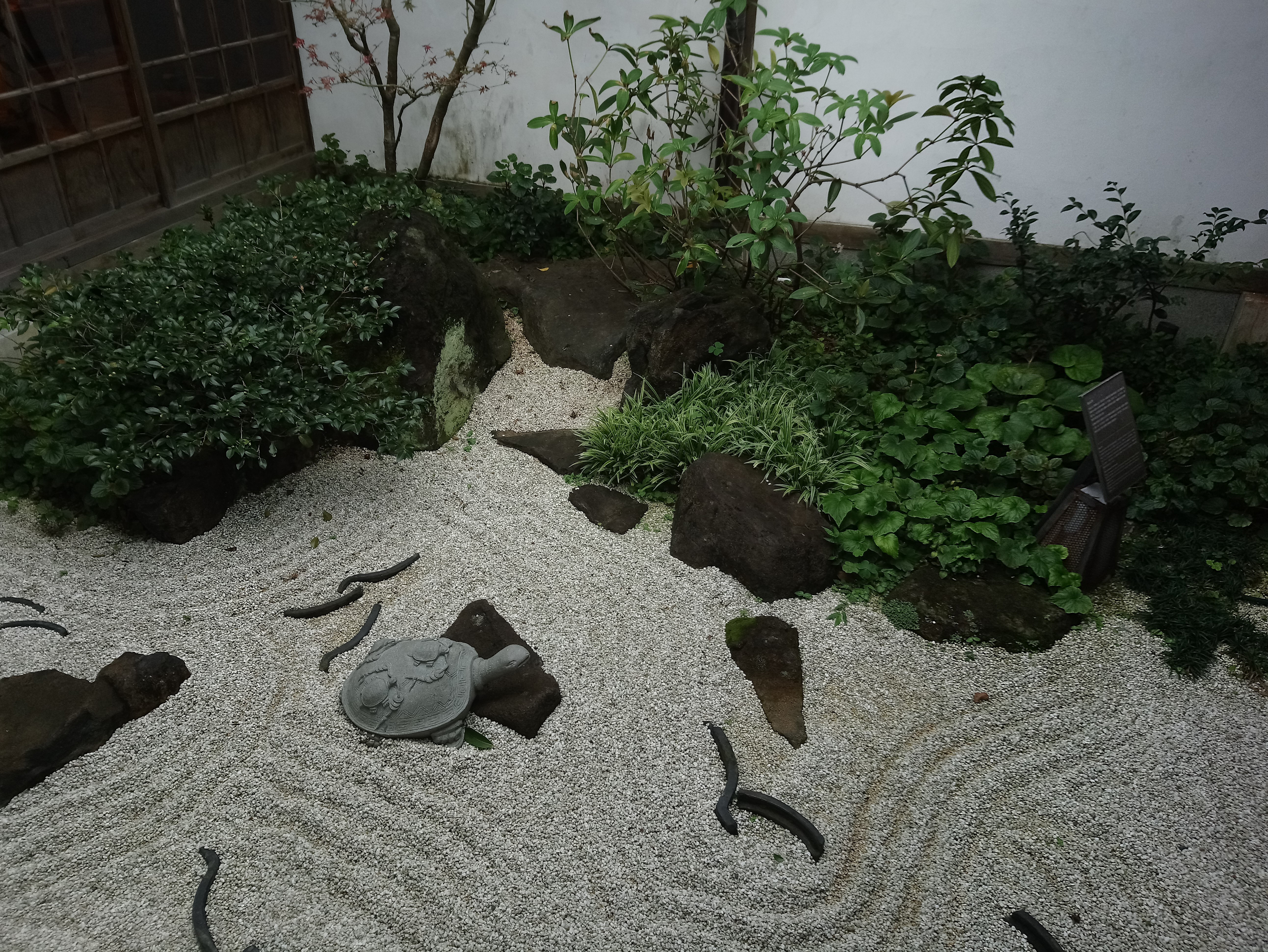
北投文物館水葉庭

15世纪建于京都龙安寺的枯山水庭园，是日本最有名的园林精品。
枯山水的设计理念是回归自然。旧金山金门公园的日式茶园的部分是一个小的枯山水。图片中看不到的部分是一些大石头，在石头左边是一个鹅卵石滩。
台灣因曾經歷日治時期，在宜蘭市的宜蘭設治紀念館（即日治時期之宜蘭廳長官舍）亦有頗為精美的枯山水庭園。